# Ali Mohamed Hufane
Ali Mohamed Hufane (arab. ‏علي محمد هوفاني‎; ur. w 1960) – somalijski lekkoatleta.
Brał udział w biegu na 5000 metrów na Letnich Igrzyskach Olimpijskich 1984. Nie ukończył biegu eliminacyjnego.